# Miloš Budin
Miloš Budin, slovenski srednješolski profesor in politik, * 31. oktober 1949, Salež, Svobodno tržaško ozemlje.

## Življenje in delo
Rodil se je v družini slovenskega uradnika Srečka Budina v Saležu Občini Zgonik pri Trstu. Osnovno šolo je obiskoval v rojstnem kraju, nižjo srednjo šolo v Trstu in 1969 maturiral na liceju Franceta Prešerna v Trstu. Na fakulteti za leposlovje in filozofijo tržaške univerze je 1981 diplomiral iz zgodovine. V šolskem letu 1974/1975 je začel poučevati zemljepis in zgodovino na Trgovsko tehničnem zavodu Žiga Zoisa v Trstu.
V politiko je stopil 1968 z vključitvijo v takratno študentsko gibanje. Bil je med pobudniki slovenskega gibanja Matija Gubec, ki se je označevalo za »gibanje mladih komunistov« in izajalo lista Tovariši (1971) in Matija Gubec (1972) ter gojili stike s koroško levičarsko skupino okoli lista Kladivo. Ko so neofašisti pred napovedanim in nato odpovedanim obiskom predsednika Tita v Italiji priredili manifestacije v Trstu je Budin z nekaterimi člani skupine 8. decembra 1970 doživel sredi Trsta pretepaški napad, čemur je 14. decembra sledila velika enotna protifašistična manifestacija s tržaškim županom M. Spaccinijem na čelu. Maja 1972 je postal član Komunistične partije Italije (KPI). V Saležu je bil 1973-76 predsednik Kulturnega društva Rdeča zvezda, od 1974 član izvršnega odbora SKGZ. Za krajevno Napredno listo je bil na občinskih volitvah 1975 izvoljen v zgoniški občinski svet in postalm odbornik za kulturo, šolstvo in šport. Ponovno je bil izvoljen še 1980, 1985 in 1990 in bil med leti 1985 in 1995 tudi župan občine Zgonik, 1978-87 pa predsednik Kraške gorske skupnosti. Od srede 70-tih let 20. stoletja je bil večkrat član pokrajinskega in deželnega tajništva KPI, od 1986 član vsedržavnega CK KPI, v katerem je sodeloval pri preoblikovanju stranke v Demokratično stranko levice. Na listah levičarskih strank so ga 1988, 1993 in 1998 izvolili v deželni svet avtonomne dežele Furlanije-Julijske krajine, v keterm je bil od leta 1993 podpredsednik. Maja 2001 je bil na listi Oljke (Demoratična levica) izvoljen v senat italijanskega parlamenta, 2006 pa je s funkcijo podsekretarja na ministrstvu postal kot prvi Slovenec doslej član rimske vlade. 